# Alistair Knox Park
Alistair Knox Park är en park i Australien. Den ligger i kommunen Nillumbik och delstaten Victoria, omkring 19 kilometer nordost om delstatshuvudstaden Melbourne.
Runt Alistair Knox Park är det mycket tätbefolkat, med 1 819 invånare per kvadratkilometer.. Närmaste större samhälle är Melbourne, omkring 19 kilometer sydväst om Alistair Knox Park. 
Runt Alistair Knox Park är det i huvudsak tätbebyggt. Genomsnittlig årsnederbörd är 1 244 millimeter. Den regnigaste månaden är juli, med i genomsnitt 140 mm nederbörd, och den torraste är januari, med 49 mm nederbörd.